# Dain
Ne doit pas être confondu avec Dáin.
Pour les articles homonymes, voir Dain (homonymie).
Pour l’article ayant un titre homophone, voir Daim.

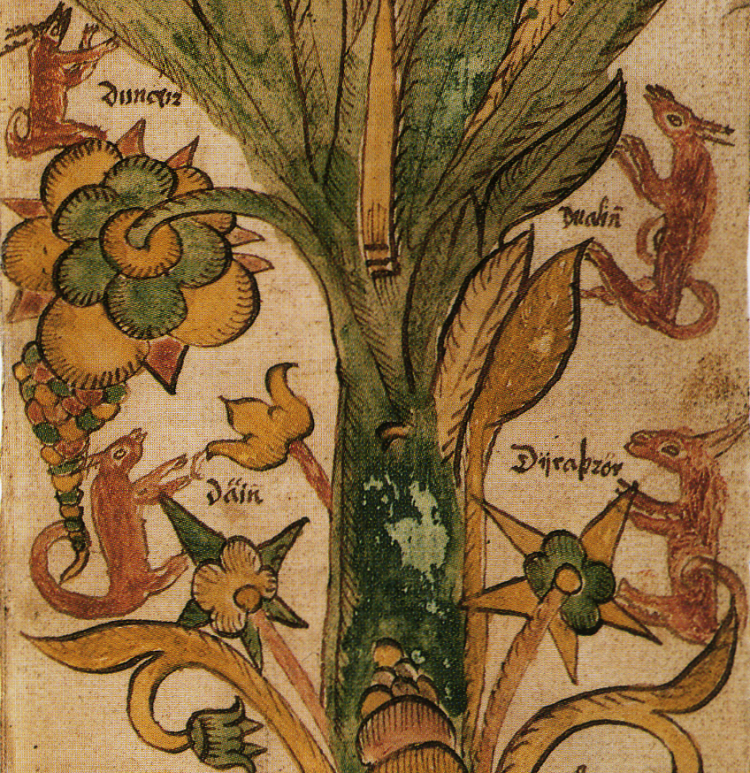
Les quatre cerfs d'Yggdrasil Dain, Dvalin, Duneyr et Durathror. Leurs noms sont écrits à côté d'eux.

Dain (Dáinn en vieux norrois), Duneyr (Duneyrr), Durathror (Duraþrór) et Dvalin (Dvalinn) sont, dans la mythologie nordique, les quatre cerfs qui courent dans les branches du frêne Yggdrasil et se nourrissent de son feuillage.
Dain signifie celui qui est mort. L'étymologie de Dvalin est incertaine (elle est évoquée dans l'article consacré au nain Dvalin). Duneyr est celui qui a les oreilles recouvertes de duvet. Quant à Durathror, l'origine de son nom est obscure. Rudolf Simek a toutefois proposé sanglier du sommeil. 
Les cerfs d'Yggdrasil sont évoqués par Snorri Sturluson dans son Edda (Gylfaginning, 16). Il s'est sans doute inspiré des Grimnismal (33), qui précisent qu'ils ont la tête renversée (c'est-à-dire tournée vers la queue). Régis Boyer a fait remarquer qu'il s'agissait d'un « motif iconographique extrêmement fréquent dans l'art viking » et a suggéré que l'auteur du poème avait peut être décrit une image. 